# Левково (Сергиево-Посадский район)
Левково — деревня в Сергиево-Посадском районе Московской области, в составе муниципального образования Сельское поселение Васильевское (до 29 ноября 2006 года входила в состав Васильевского сельского округа).

## Население
| 2002 | 2006 | 2010 |
| ---- | ---- | ---- |
| 0    | →0   | ↗9   |

## География
Левково расположено примерно в 32 км (по шоссе) на юго-запад от Сергиева Посада, по левому берегу реки Вори, высота центра деревни над уровнем моря — 211 м. На 2016 год в деревне зарегистрировано 6 садовых товариществ.